# Nasu Suketane
Nasu Suketane (那須資胤?; 1527 – 1583) è stato un samurai giapponese del clan Nasu durante il periodo Sengoku.
Suketane era un figlio minore di Nasu Masasuke e succedette a suo fratello maggiore Nasu Takasuke (un fratellastro paterno) che era stato assassinato. Governò il castello di Karasuyama nella provincia di Shimotsuke e dal 1560 si scontrò con le forze alleate dei clan Ashina, Satake e Utsunomiya.
Gli succedette il figlio Nasu Sukeharu.